# Дадашев, Ариф Вагифович
Ариф Вагифович Дадашев (род. 1982, Москва) — российский оперно-симфонический и хоровой дирижёр.

## Биография
Родился в 1982 году в Москве. Окончил Московскую консерваторию по специальностям хоровое дирижирование (класс профессора В. В. Суханова) и оперно-симфоническое дирижирование (класс профессора Л. В. Николаева). Годы учёбы в консерватории Дадашев совмещал с творческой деятельностью в Театре оперы и балета республики Коми в Сыктывкаре, где участвовал в текущем репертуаре и в международных фестивалях театра.
В 2006 году являлся дирижёром — стажером Московского театра «Новая опера», а в 2011 году участником мастер-класса французского дирижёра Марка Минковского и его оркестра «Музыканты Лувра» в Гренобле.
С 2009 года занимает пост главного дирижёра Рязанского музыкального театра. С 2011 по 2014 год занимал пост дирижёра Санкт-Петербургского театра музыкальной комедии.
В разные периоды сотрудничал с симфоническим оркестром Псковской филармонии, камерным оркестром Рязанской филармонии, губернаторским оркестром Санкт-Петербурга, Ярославским академическим губернаторским симфоническим оркестром, Симфоническим оркестром Московской консерватории, Симфоническим оркестром университета Анадолу (Эскешир, Турция), Ансамблем старинной музыки «Prattica Terza», Московским камерным оркестром «Musica Viva», Академическим симфоническим оркестром им В. И. Сафонова, Национальным филармоническим оркестром России, Государственным Академическим Симфоническим Оркестром России имени Е. Ф. Светланова, Российским национальным оркестром, Московским академическим симфоническим оркестром под управлением Павла Когана. Также работал с музыкальными и оперными театрами России, среди которых Музыкальный театр республики Карелия, Театр оперы и балета республики Удмуртия, Камерный музыкальный театр «Санкт-Петербург Опера», Санкт-Петербургский театр «Балтийский дом».
Является дирижёром «Летних балетных сезонов», которые проходят на сцене Российского академического Молодёжного театра. Также Дадашев — основатель, художественный руководитель и дирижёр камерного оркестра ARIELLE.
С 2014 года — дирижёр Московского камерного оркестра Центра Павла Слободкина, за время работы с которым подготовил и исполнил более 50 концертных программ.
По состоянию на 2025 год, Дадашев является главным дирижёром Московского камерного оркестра Центра Павла Слободкина, дирижёром Московского академического музыкального театра им. Станиславского и Немировича — Данченко, а также дирижёром театра «Московская оперетта».